# Juventud Conservadora Noruega

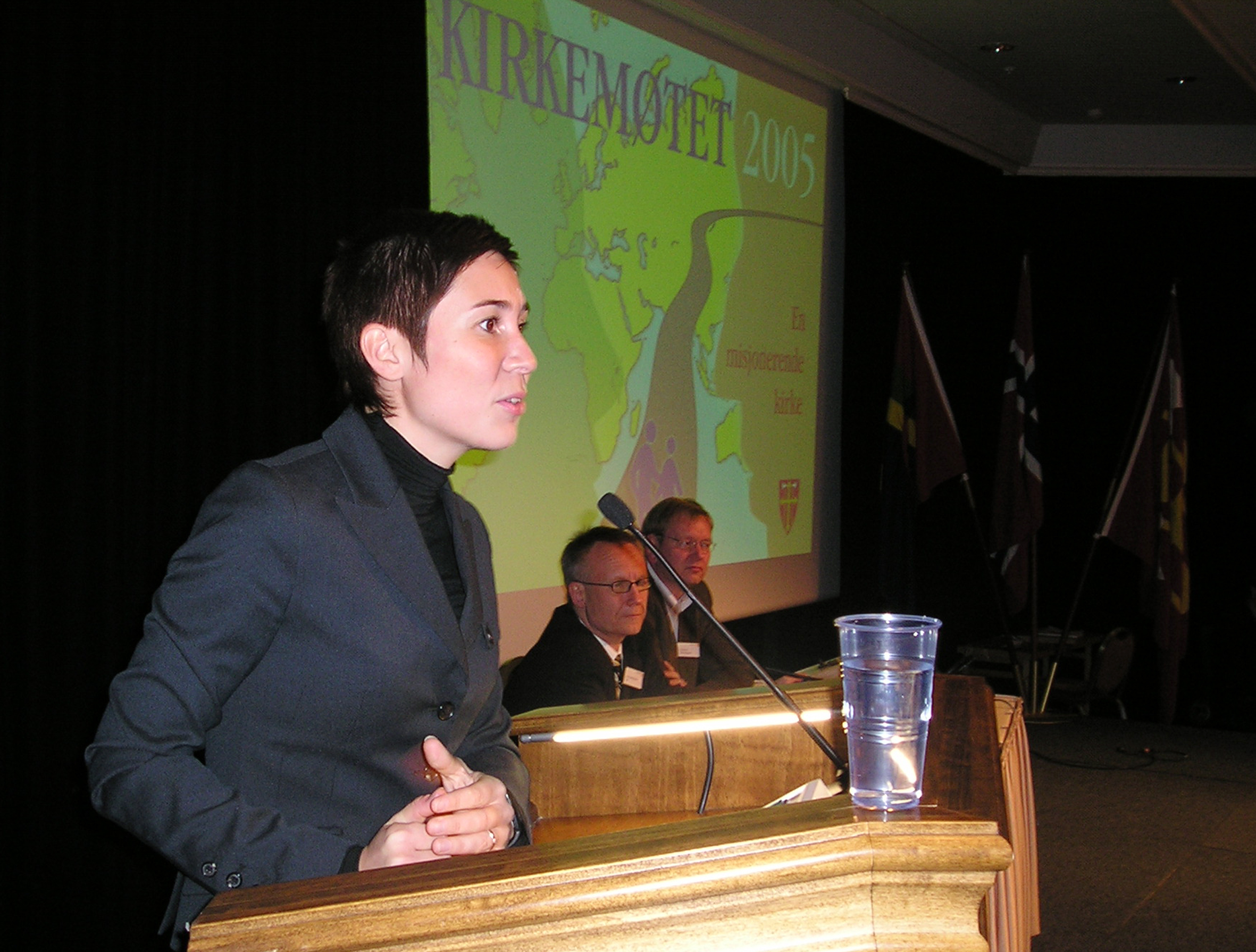
Ine Marie Eriksen, líder 2000-2004.

La Juventud Conservadora Noruega (en noruego: Unge Høyres Landsforbund) es la organización juvenil del partido noruego Høyre. Sus ideologías son el liberalismo conservador y conservadurismo social. Paul Joakim Sandøy siguió a Henrik Asheim como líder de la formación política en 2012.

## Líderes
| - 1922 – 1924 Lorentz Vogt - 1924 – 1925 Johs. Bøhn - 1925 – 1928 Harald Heggland - 1928 – 1931 Kristoffer Rostad - 1931 – 1936 Anders Norland - 1936 – 1940 Arne Hoffstad - 1945 – 1947 August Michelsen - 1947 – 1950 Johan Møller - 1950 – 1954 Svenn Stray - 1954 – 1955 Albert Nordengen - 1955 – 1957 Otto Lyng - 1957 – 1959 Erling Faaland - 1959 – 1963 Jan P. Syse - 1963 – 1965 Torstein Tynning - 1965 – 1965 Henrik J. Lisæth - 1965 – 1969 Ragnvald Dahl |  | - 1969 – 1971 Hans Svelland - 1971 – 1973 Jan Petersen - 1973 – 1977 Per-Kristian Foss - 1977 – 1979 Kaci K. Five - 1979 – 1980 Terje Osmundsen - 1980 – 1984 Sveinung Lunde - 1984 – 1986 Kai G. Henriksen - 1986 – 1988 Trond Helleland - 1988 – 1990 Børge Brende - 1990 – 1994 Jan Tore Sanner - 1994 – 1996 André Støylen - 1996 – 1998 Bjørn Skaar - 1998 – 2000 John Aarset - 2000 – 2004 Ine Marie Eriksen - 2004 – 2008 Torbjørn Isaksen - 2008 – 2012 Henrik Asheim - 2012 – Paul Joakim Sandøy |